# Bergues
Bergues là một xã của tỉnh Nord, thuộc vùng Hauts-de-France, miền bắc nước Pháp.

### Town partnerships
- Erndtebrück, Đức, since 1973

## Liên kết ngoài

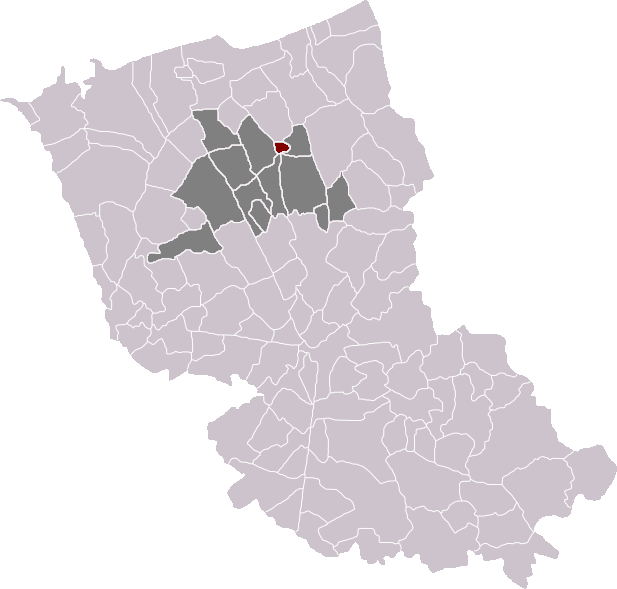
vị trí của Bergues in the arrondissement of Dunkirk